# Liste der Landschaftsschutzgebiete im Landkreis Friesland
Die Liste der Landschaftsschutzgebiete im Landkreis Friesland enthält die Landschaftsschutzgebiete des Landkreises Friesland in Niedersachsen.
| Bild                      | Nummer        | Bezeichnung des Gebietes     | Fläche in Hektar | WDPA-ID   | Koordinaten | Datum der Verordnung |
| ------------------------- | ------------- | ---------------------------- | ---------------- | --------- | ----------- | -------------------- |
|                           | LSG FRI 00016 | Menssen, Grafschaft          | 2,80             | 322946    | Position    | 1938                 |
|                           | LSG FRI 00037 | Schwarzes Brack              | 62,30            | 324490    | Position    | 1937                 |
|                           | LSG FRI 00042 | Hofbusch Steinhausen         | 0,90             | 321674    | Position    | 1937                 |
|                           | LSG FRI 00049 | Christiansburg               | 16,60            | 320252    | Position    | 1991                 |
|                           | LSG FRI 00065 | Reitbrake Hohelucht          | 15,00            | 323792    | Position    | 1937                 |
|                           | LSG FRI 00070 | Groß-Scheep                  | 3,50             | 321214    | Position    | 1938                 |
| Mahnmal Upschloot         | LSG FRI 00099 | Mahnmal Upschloot            | 152,40           | 322878    | Position    | 1960                 |
| Schloßgarten Jever        | LSG FRI 00101 | Schloßgarten                 | 3,90             | 324199    | Position    | 1951                 |
|                           | LSG FRI 00109 | Moorhausen                   | 321,60           | 323040    | Position    | 1983                 |
|                           | LSG FRI 00110 | Dangast                      | 662,40           | 320275    | Position    | 1984                 |
|                           | LSG FRI 00111 | Neuenburger Holz             | 970,60           | 323183    | Position    | 1985                 |
| Klosterpark Oestringfelde | LSG FRI 00112 | Klosterpark Oestringfelde    | 8,90             | 322216    | Position    | 1985                 |
|                           | LSG FRI 00113 | Blauhand                     | 2,70             | 319972    | Position    | 1986                 |
|                           | LSG FRI 00114 | Sandelerburg                 | 2,90             | 324088    | Position    | 1986                 |
|                           | LSG FRI 00115 | Ziallerns                    | 34,80            | 325986    | Position    | 1986                 |
|                           | LSG FRI 00116 | Klosterhof Jührden           | 245,50           | 322213    | Position    | 1987                 |
|                           | LSG FRI 00117 | Klosterhof Grabhorn          | 110,70           | 322212    | Position    | 1987                 |
|                           | LSG FRI 00118 | Vareler Geest                | 902,50           | 325380    | Position    | 1988                 |
|                           | LSG FRI 00119 | Ruttelerfeld                 | 4,00             | 324059    | Position    | 1989                 |
|                           | LSG FRI 00120 | Am Zollweg                   | 3,50             | 319616    | Position    | 1989                 |
|                           | LSG FRI 00121 | Sandgrube Bohlenbergerfeld   | 16,01            | 324093    | Position    | 1989                 |
|                           | LSG FRI 00122 | Tangerfeld                   | 40,10            | 325098    | Position    | 1989                 |
|                           | LSG FRI 00123 | Wangerland - binnendeichs    | 1929,00          | 390417    | Position    | 2008                 |
|                           | LSG FRI 00124 | Jeversches Moorland          | 227,00           | 555547218 | Position    | 2011                 |
| weitere Bilder            | LSG FRI 00125 | Zeteler Esch                 | 104,00           | 555547219 | Position    | 2011                 |
|                           | LSG FRI 00126 | Marschen am Jadebusen - West | 2974,00          | 555547220 | Position    | 2011                 |
|                           | LSG FRI 00127 | Feldhausen-Barkel            | 326,00           | 555589351 | Position    | 2013                 |